# Ulica Księcia Mściwoja II w Szczecinie

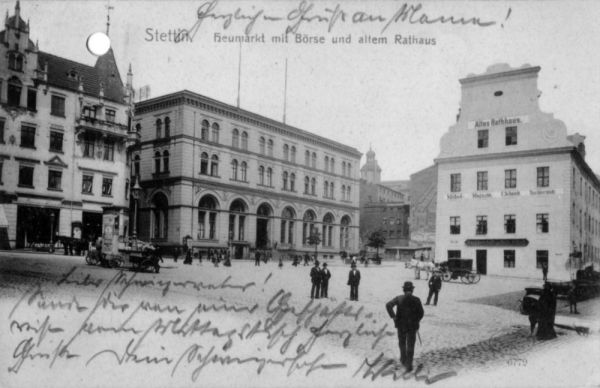
Gmach giełdy i Ratusz w początkach XX w.

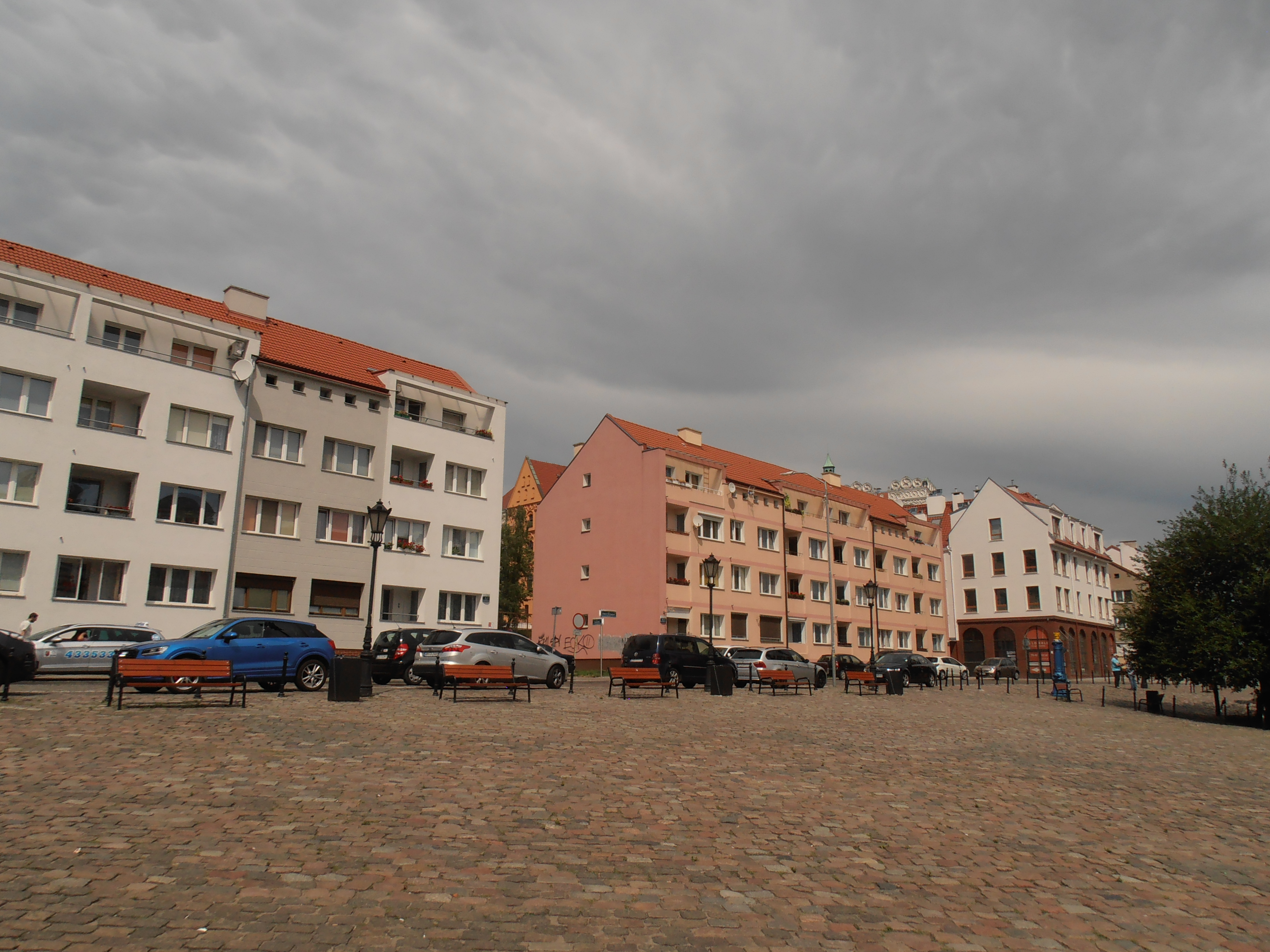
Podobne ujęcie z 2018 r. (niewidoczny gmach Ratusza)

Księcia Mściwoja II – ulica o długości ok. 186 metrów na szczecińskim osiedlu Stare Miasto w dzielnicy Śródmieście. Przebiega z południowego zachodu na północny wschód, równolegle do północnej krawędzi Rynku Siennego, łącząc ulicę ks. kard. Stefana Wyszyńskiego z ulicą Szewską oraz Kurkową. Jej przedłużeniem w kierunku północno-wschodnim jest ulica Panieńska. Zabudowa ulicy tworzy jednocześnie pierzeję Rynku Siennego. Na całej długości obowiązuje ruch dwukierunkowy.

## Historia
Pierwsze wzmianki o kannengeterstrate (ulicy konwisarzy) pochodzą z pierwszej połowy XV w. Nazwę tę nosiła nieistniejąca już część ulicy. Miano kannengeterstrate występuje również w dokumencie z 1434 r. zawierającym informację o rzemieślnikach zamieszkujących parcele „przy /narożniku/ «ulicy konwisarzy» obok miejsca /zwanego/ dziedzińcem Splitthof” (in der kannengeterstrate up dem splitthaven orde). Po 1534 r. nazwę ulicy zmieniono z nieznanych przyczyn na reepslegerstrate (ulica powroźników). Inne źródło wspomina o burmistrzu Arntu Ramynie zamieszkującym dom przy „ulicy Powroźników”, co wskazuje na fakt, że nazwa reepslegerstrate mogła być używana już w XV w. W spisie katastralnym powstałym w czasie szwedzkiego panowania, zachodnia strona późniejszej Reifschlägerstraße określona jest mianem Am Heumarkt (przy Rynku Siennym), a strona wschodnia nazwana jest Repslegerstraß. Dolnoniemieckie słowo „reepsleger”, a właściwie „Reepschläger”, pochodzi od średniowiecznego określenia zawodu powroźnika (reper, reeper, reiper): rzemieślnika zajmującego się splataniem lin, powrozów (rep, reep, reip).
W latach 1833–1835 przy ulicy wzniesiony został klasycystyczny gmach giełdy (niezachowany). Przed 1945 r. ulica zabudowana była wielokondygnacyjnymi kamienicami. W wyniku działań wojennych zabudowa została zniszczona. W okresie powojennym usunięto ruiny i gruzy przedwojennych zabudowań, a przebieg ulicy zmieniono poprzez poprowadzenie w miejscu jej początkowego odcinka nowej jezdni ulicy Wielkiej (dziś Wyszyńskiego). Nazwę Reifschlägerstraße zmieniono na Księcia Mściwoja II. Na przełomie lat 50. i 60. XX w. na pustych parcelach wybudowano kilkukondygnacyjne bloki mieszkalne ze spadzistymi dachami. Po 2016 r. przy narożniku z ulicą Kurkową wzniesiona została nowa kamienica.

## Kalendarium zmian nazwy ulicy
| Czas obowiązywania | Nazwa                                  |
| ------------------ | -------------------------------------- |
| ok. 1404           | kannengeterstrate                      |
| ~1534–1945         | reepslegerstrate / Reifschlägerstrasse |
| od 1945            | Księcia Mściwoja II                    |

## Obiekty
- nr 1–3, 5–7, 9–11 – bloki mieszkalne
- nr 8 – Ratusz Staromiejski

## Numeracja i kody pocztowe
- Numery parzyste: 8
- Numery nieparzyste: 1–7
- Kody pocztowe: 70-533[7]